# Table des caractères Unicode/U102A0
Cette page contient des caractères spéciaux ou non latins. S’ils s’affichent mal (▯, ?, etc.), consultez la page d’aide Unicode.
Table des caractères Unicode U+102A0 à U+102DF.

## Carien(Unicode 5.1)
Caractères utilisés pour l’écriture avec les diverses variantes des alphabets cariens : lettres unicamérales de l'alphabet de base et lettres supplémentaires pour quelques groupes consonantiques; ces deux sous-ensembles comprennent des variantes graphiques, dont la différence phonémique ou l'emploi distinctif n'est cependant pas confirmée en tant que lettres distinctes de l'alphabet de base dans tous les alphabets cariens (selon leur usage linguistique historique). Pour ces raisons, ces caractères sont codés séparément en tant que lettres et non pas unifiés en tant que variantes locales.

### Table des caractères
| en fr   | 0 | 1 | 2 | 3 | 4 | 5 | 6 | 7 | 8 | 9 | A | B | C | D | E | F |
| ------- | - | - | - | - | - | - | - | - | - | - | - | - | - | - | - | - |
| U+102A0 | 𐊠 | 𐊡 | 𐊢 | 𐊣 | 𐊤 | 𐊥 | 𐊦 | 𐊧 | 𐊨 | 𐊩 | 𐊪 | 𐊫 | 𐊬 | 𐊭 | 𐊮 | 𐊯 |
| U+102B0 | 𐊰 | 𐊱 | 𐊲 | 𐊳 | 𐊴 | 𐊵 | 𐊶 | 𐊷 | 𐊸 | 𐊹 | 𐊺 | 𐊻 | 𐊼 | 𐊽 | 𐊾 | 𐊿 |
| U+102C0 | 𐋀 | 𐋁 | 𐋂 | 𐋃 | 𐋄 | 𐋅 | 𐋆 | 𐋇 | 𐋈 | 𐋉 | 𐋊 | 𐋋 | 𐋌 | 𐋍 | 𐋎 | 𐋏 |
| U+102D0 | 𐋐 |   |   |   |   |   |   |   |   |   |   |   |   |   |   |   |